# Cyclops papuanus
Cyclops papuanus – gatunek widłonoga z rodziny Cyclopidae, nazwa naukowa gatunku została po raz pierwszy opublikowana w 1901 roku przez węgierskiego zoologa Eugena von Dadaya.